# Borderline – Kikis Story
Borderline – Kikis Story ist ein kanadischer Film von Lyne Charlebois aus dem Jahr 2008. Er basiert auf den zwei Romanen Borderline und ER von Marie-Sissi Labrèche. Der Film erhielt neben dem kanadischen Genie Award für das beste Drehbuch (von Lyne Charlebois und Marie-Sissi Labrèche) eine Auszeichnung als bester kanadischer Debütfilm beim Toronto International Film Festival. Beim Internationalen Filmfestival Mannheim-Heidelberg wurde das Werk mit dem FIPRESCI-Preis und dem Preis der Ökumenischen Jury geehrt.

## Handlung
Kiki hat eine Borderline-Persönlichkeitsstörung. Sie ist eine junge Literaturstudentin und hat eine unglückliche Affäre mit ihrem Literaturprofessor, Tcheky. Ihre Beziehungsprobleme lassen sie sich in Zwänge von Sex und Alkoholmissbrauch stürzen. Da ihre Mutter in einer psychiatrischen Klinik untergebracht ist, wächst sie bei ihrer Großmutter auf.

## Kritik
„Die Verfilmung zweier autobiografischer Romane, die trotz der ernsten Themen humoristische Töne anschlägt, als verschachtelt erzählter Erstlingsfilm mit einer brillanten Hauptdarstellerin. Ein hohes intellektuelles Vergnügen, das wegen der freizügigen Sprache und der sexuell expliziten Inszenierung ein aufgeschlossenes Publikum voraussetzt.“